# Sugar Minott
Lincoln Barrington 'Sugar' Minott est un chanteur, producteur et musicien de reggae jamaïcain né le 25 mai 1956 à Kingston et mort le 10 juillet 2010. Il est un des fondateurs du groupe African Brothers.

## Biographie
Sugar Minott débuta dans le sound system Sound of Silence Keytone où il venait faire ses premières armes après l’école. Ensuite, on le retrouve en 1969 au sein du groupe African Brothers avec Tony Tuff et Derrick Howard avec lequel il sortit des titres comme Party Time. En 1974, après No Cup No Broke, le groupe se sépare. Puis il enchaîne avec un grand nombre de reprises de standards américains pour Studio One et Clement 'Coxsone' Dodd.
À l’époque, le reggae n’est pas bien accepté sur l’île et les radios ne passent pratiquement que de la soul américaine. Studio One se remet à l'époque des départs d’Alton Ellis, de Ken Boothe et de John Holt. Sugar Minott contribua grandement au renouveau du label avec des titres comme Vanity (son premier hit, en 1978), Oh Mr DC ou encore Hang on Natty.
Sa carrière solo avec des morceaux originaux commence réellement avec le titre Hard Time Pressure en 1979 qui connaît un fort succès en Angleterre. Il s’installe à l’époque au Royaume-Uni où il contribue à développer le reggae.
De retour en Jamaïque, il crée son propre label Black Roots et une structure de promotion : Youth Promotion. Il signe des artistes comme Barry Brown, Tristan Palmer, Tony Tuff ou plus récemment Yami Bolo, Junior Reid, Steelie & Clevie ou encore Fire Fox. Mais son plus grand succès avec Black Roots fut d’avoir produit le premier morceau de Garnett Silk.
Sugar Minott ne cessait d’enregistrer, travaillant avec de grands noms du reggae : Fattis Burrel, Bobby Digital, King Jammy, Top Ranking, Tappa Zukie, King Tubby, ou encore Bullwackies.
Il s'associa avec Sly & Robbie pour créer le single Rub a Dub Sound Style en 1984, qui est considéré comme un prototype du Ragga style qui s'est développé dans le milieu des années '80.
Il meurt le 10 juillet 2010 à l’Hôpital universitaire de West Indies à St. Andrew après y avoir été admis le jour même. Les causes de la mort restent vagues. On lui avait diagnostiqué des problèmes cardiaques au début de l'année 2009 et il avait annulé plusieurs concerts en mai 2010 à cause de douleurs à la poitrine, soit environ 2 mois avant son décès.

## Discographie

### Albums
- 1977 - Live Loving
- 1977 - Showcase
- 1979 - Bitter Sweet (aka Give The People)
- 1979 - Ghetto-ology
- 1979 - Ghetto-ology + Dub
- 1980 - Black Roots
- 1980 - Roots Lovers
- 1981 - African Girl
- 1981 - Sweeter Than Sugar
- 1981 - Meet The People In A Lovers Dubbers Style (Sugar Minott & The Black Roots Players)
- 1982 - Dancehall Showcase
- 1982 - More Sugar
- 1983 - Dancehall Showcase Vol. 2
- 1983 - Sufferer's Choice
- 1983 - With Lots Of Extra
- 1983 - Showdown Vol. 2 (Sugar Minott & Frankie Paul)
- 1984 - Buy Off The Bar
- 1984 - Herbman Hustling
- 1984 - Slice Of The Cake
- 1984 - Wicked A Go Feel It
- 1984 - Rockers Awards Winners (Sugar Minott & Leroy Smart)
- 1985 - A Touch Of Class
- 1985 - A True
- 1985 - Rydim
- 1985 - Time Longer Than Rope
- 1986 - Double Dose (Gregory Isaacs & Sugar Minott)
- 1986 - Jamming In The Street
- 1986 - Sugar & Spice
- 198X - Dancehall Business
- 198X - Good Thing Going
- 198X - Uptempo Showcase 10''
- 1990 - All kind a Don (Wackies/Rohit)
- 1994 - African Soldier (Black Roots)
- 1997 - Jah make me feel so good
- 1998 - Nice it up
- 2003 - Leave out a Babylon
- 2008 - New Day

### Compilations
- 198X - 20 Super Hits
- 1983-85 - African Soldier
- 197X-9X - Ghetto Pickney Style
- 197X-8X - Good Thing Going - Best of
- 1983 - In A Pretty Good Shape (Sugar Minott & Various Artists)
- 197X-8X - King Son
- 1979-86 - Rare Gems
- 198X - Reggae Max
- 197X - Sugar Minott At Studio One (2005)
- 197X-8X - The Artist Volume 1
- 197X-8X - The Artist Volume 2
- 1978-83 - The Roots Lover
- 198X - Channel 1 collection (1995)